# Scott Macartney
Scott Thomas Macartney (ur. 19 stycznia 1978 w Seattle) – amerykański narciarz alpejski, brązowy medalista mistrzostw świata juniorów.

## Kariera
Po raz pierwszy na arenie międzynarodowej pojawił się 28 listopada 1994 roku w Copper Mountain, gdzie w zawodach FIS Race nie ukończył pierwszego przejazdu w slalomie. W 1997 roku wystartował na mistrzostwach świata juniorów w Schladming, gdzie jego najlepszym wynikiem było osiemnaste miejsce w supergigancie. Na rozgrywanych rok później mistrzostwach świata juniorów w Megève zdobył brązowy medal w zjeździe, a w supergigancie był dziesiąty.
W zawodach Pucharu Świata zadebiutował 27 listopada 1999 roku w Vail, zajmując 37. miejsce w zjeździe. Pierwsze pucharowe punkty wywalczył 2 lutego 2002 roku w Sankt Moritz, zajmując 24. miejsce w tej samej konkurencji. Na podium zawodów tego cyklu po raz pierwszy stanął 18 stycznia 2006 roku w Garmisch-Partenkirchen, kończąc supergiganta na drugiej pozycji. W zawodach tych rozdzielił Austriaka Christopha Grubera i Kjetila André Aamodta z Norwegii. W kolejnych startach jeszcze jeden raz znalazł się w czołowej trójce: 15 grudnia 2007 roku w Val Gardena był trzeci w zjeździe. Najlepsze wyniki osiągnął w sezonie 2005/2006, kiedy zajął 42. miejsce w klasyfikacji generalnej, a w klasyfikacji supergiganta był piętnasty.
Na igrzyskach olimpijskich w Salt Lake City w 2002 roku zajął 25. miejsce w supergigancie i 29. miejsce w zjeździe. Podczas rozgrywanych cztery lata później igrzysk w Turynie jego najlepszym wynikiem było siódme miejsce w supergigancie. Zajął też między innymi 28. miejsce w tej samej konkurencji na mistrzostwach świata w Bormio w 2005 roku.
Podczas zjazdu Pucharu Świata w Kitzbühel 19 stycznia 2008 roku, dniu swoich 30. urodzin, miał upadek. Podczas ostatniego skoku przed metą stracił panowanie nad nartami i przy prędkości ponad 140 km/h plecami uderzył o ziemię. Stracił na krótko przytomność, dostał drgawek, spadł mu kask, co dodatkowo zwiększyło ryzyko urazów głowy. Został przetransportowany helikopterem do szpitala w Innsbrucku. Stwierdzono u niego uraz czaszki i zdecydowano, że przez jakiś czas pozostanie w stanie sztucznej śpiączki. Trwała ona cztery dni, po czym został przewieziony do USA na dalsze leczenie.
27 marca 2010 roku zakończył karierę.

## Osiągnięcia

### Igrzyska olimpijskie
| Miejsce | Dzień     | Rok  | Miejscowość    | Konkurencja | Czas biegu | Strata | Zwycięzca           |
| ------- | --------- | ---- | -------------- | ----------- | ---------- | ------ | ------------------- |
| 29.     | 10 lutego | 2002 | Salt Lake City | Zjazd       | 1:39,13    | +2,73  | Fritz Strobl        |
| 25.     | 16 lutego | 2002 | Salt Lake City | Supergigant | 1:21,58    | +4,22  | Kjetil André Aamodt |
| 15.     | 12 lutego | 2006 | Sestriere      | Zjazd       | 1:48,80    | +1,88  | Antoine Dénériaz    |
| 16.     | 14 lutego | 2006 | Sestriere      | Kombinacja  | 3:09,45    | +3,70  | Ted Ligety          |
| 7.      | 18 lutego | 2006 | Sestriere      | Supergigant | 1:30,65    | +0,58  | Kjetil André Aamodt |

### Mistrzostwa świata
| Miejsce | Dzień       | Rok  | Miejscowość | Konkurencja | Czas biegu | Strata | Zwycięzca          |
| ------- | ----------- | ---- | ----------- | ----------- | ---------- | ------ | ------------------ |
| 22.     | 29 stycznia | 2005 | Bormio      | Supergigant | 1:27,55    | +2,41  | Bode Miller        |
| 31.     | 6 lutego    | 2007 | Åre         | Supergigant | 1:14,30    | +1,68  | Patrick Staudacher |
| 30.     | 11 lutego   | 2007 | Åre         | Zjazd       | 1:44,68    | +2,98  | Aksel Lund Svindal |

### Mistrzostwa świata juniorów
| Miejsce | Dzień     | Rok  | Miejscowość | Konkurencja | Czas biegu | Strata | Zwycięzca       |
| ------- | --------- | ---- | ----------- | ----------- | ---------- | ------ | --------------- |
| 27.     | 26 lutego | 1997 | Schladming  | Zjazd       | 1:32,21    | +2,38  | Matteo Berbenni |
| 18.     | 27 lutego | 1997 | Schladming  | Supergigant | 1:14,96    | +1,16  | Martin Stocker  |
| DNF2    | 28 lutego | 1997 | Schladming  | Gigant      | 2:00,57    | -      | Benjamin Raich  |
| DNF1    | 1 marca   | 1997 | Schladming  | Slalom      | 1:34,80    | -      | Mitja Dragšič   |
| 3.      | 26 lutego | 1998 | Megève      | Zjazd       | 1:20,39    | +0,23  | Andreas Buder   |
| 10.     | 27 lutego | 1998 | Megève      | Supergigant | 1:27,52    | +1,47  | Freddy Rech     |
| 62.     | 28 lutego | 1998 | Megève      | Gigant      | 2:01,62    | +8,00  | Benjamin Raich  |
| 20.     | 1 marca   | 1998 | Megève      | Slalom      | 1:23,06    | +6,86  | Benjamin Raich  |

### Puchar Świata

#### Miejsca w klasyfikacji generalnej
- sezon 2001/2002: 135.
- sezon 2002/2003: 101.
- sezon 2003/2004: 135.
- sezon 2004/2005: 114.
- sezon 2005/2006: 42.
- sezon 2006/2007: 70
- sezon 2007/2008: 70
- sezon 2008/2009: 95
- sezon 2009/2010: 138.

#### Miejsca na podium w zawodach
1. Garmisch-Partenkirchen – 29 stycznia 2006 (supergigant) – 2. miejsce
2. Val Gardena – 15 grudnia 2007 (zjazd) – 3. miejsce